# Miracle Run
Miracle Run (pt: Uma viagem inesperada / br: Missão especial) é um filme para a televisão estado-unidense de 2004, do gênero drama, dirigido por Gregg Champion.

## Sinopse
Quando Corrine descobre que seus dois filhos gêmeos são autistas, ela fica inconformada a princípio, mas acaba aceitando o veredito. Ela então conta ao marido sobre o fato, e ele lhe diz que não quer lidar com o problema do autismo. Por isso, Corrine o abandona, e passa a criar os meninos sozinha. Ela os coloca numa escola e não informa sobre  problema dos meninos. Mas a atitude estranha das crianças faz com que os professores a acusem de maus tratos e, quando Corrine conta a verdade, eles a mandam procurar outra escola. Finalmente, graças ao apoio incondicional da mãe, as crianças conseguem superar as dificuldades impostas pela síndrome.

## Elenco
- Mary-Louise Parker .... Corrine Morgan-Thomas
- Aidan Quinn .... Douglas Morgan
- Zac Efron .... Stephen Morgan
- Bubba Lewis .... Phillip Thomas
- Alicia Morton .... Jennifer Michaels
- Jake Cherry .... jovem Steven Thomas
- Jeremy Shada .... jovem Phillip Thomas